# 도서 분류법

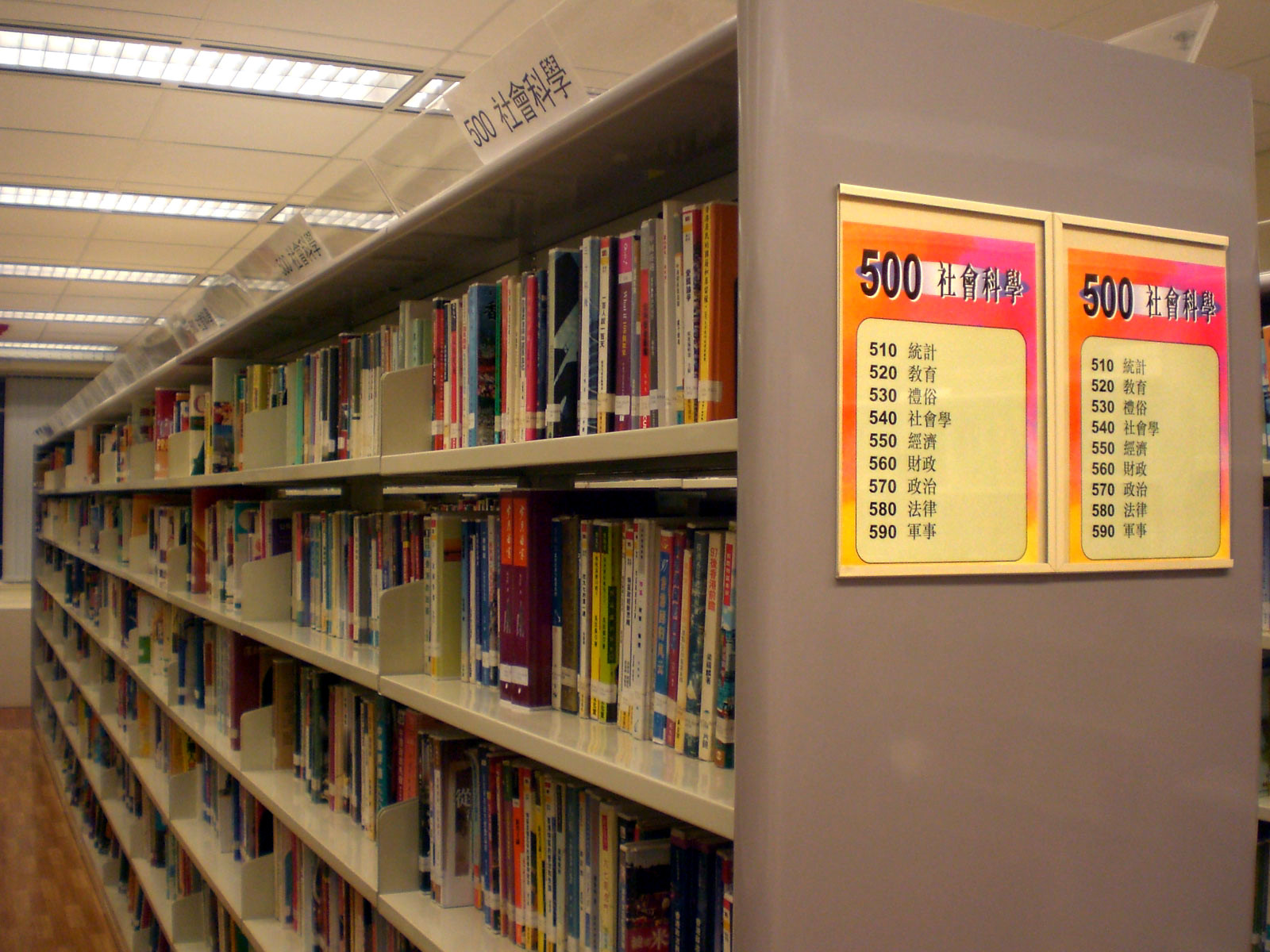
홍콩의 어느 한 도서관의 책꽂이에 듀이 분류를 이용하여 배열되어있는 모습.

도서 분류법(圖書分類法)은 주제에 따라 도서 물품(서적, 컴퓨터 파일, 지도, 청각 자료 등)을 정리하고 부호화한 뒤 이를 구분하는 번호를 할당하는 체계이다.

## 과거 사용되었던 분류법

### 동양의 분류법

#### 칠분법
- 칠략:동양 최고(最古)의 분류법. 전한 성제 때 유향이 시작하여 아들 유흠이 완성하였다.
- 칠지:송나라(473년) 비서승 왕검이 비각의 도서를 편찬한 것이 사부관수목록인데 사부관수목록을 칠분법으로 재편찬 한 것이 칠지이다.
- 칠록:양나라(520~526) 원효서가 편찬

#### 사분법
- 중경부:정묵이 편찬하였다. 고대동양의 사분법의 효시
- 중경신부:순욱이 중경부를 증보 (갑부,을부,병부,정부)
- 수서경적지:이순풍,위안인,이연수 등이 편찬, 사부분류법 체계확립, 명칭변경(경,사,자,집)
- 사고전서:청나라 건륭제 때 기윤,윤석태 손사의 등이 9(1773~1781)년간의 작업 끝에 완성한 청나라 최대의 학술 총서
- 해동문헌총록:현존하는 국내 최고(最古)의 분류법 조선 인조 15년(1637) 김휴가 편찬한 해제서목
- 규장총목:정조 5년(1781) 서호수가 편찬 중국본 서목
- 누판고:정조 13년(1789) 서유구가 편찬

#### 삼분법
불교서적에 쓰인 분류법이다 삼장(경장-경전, 율장-계율, 논장-연구서)로 나눠져 있다.
- 계원석교록:당나라 스님 지승(智昇)이 편찬한 목록
- 고려(초조)대장목록:고려 초조대장경의 목록을 작성한 것으로 최사위가 작성하였다
- 신편제종교장총록:고려 시대의 스님인 의천이 작성한 목록

### 서양의 분류법
- 베이컨의 학문분류(1605):프랜시스 베이컨이 작성한 학문분류로 현대의 학문분류와 자료 분류에 영향을 미쳤다. 인간의 정신능력에 의한 분류 기억(역사), 상상(시학), 오성(철학)
- 게스너(Gesner) 분류법(1643):세계 최초 철학적, 서지학적 분류법, 세계서지 편찬 목적
- 노데(Naude)의 분류법(1643):서지학자 가브리엘 노데(Gabriel Naude)가 작성 프랑스 분류법의 기초 확립, 주제를 12가지로 분류
- 해리스(Harris)분류법(1870):세인트루이스 공립학교 도서관 관장인 '해리스'가 창안함. '분류기호'와 '도서기호'를 최초로 서가배열, 목록배열, 대출과 반납에 사용했다.

## 현재 사용되는 분류법

### 십진법
- 듀이 십진분류법 (DDC)- 십진법의 효시가 되었다.
- 국제십진분류법 (UCC)
- 한국십진분류법 (KDC) - 한국어
- 일본십진분류법 (NDC) - 일본어

### 기타 분류법
- 미국의회도서관분류법 (LCC)
- 콜론분류법 (CC)

## 같이 보기
- 기록 보관소